# Asienspiele 2022/Leichtathletik
Die Leichtathletik-Wettbewerbe der Asienspiele 2022 wurden vom 29. September bis zum 5. Oktober 2023 ausgetragen. Austragungsort der Stadiondisziplinen war das Hangzhou Olympic Sports Centre Stadium.

## Ergebnisse

### Männer

#### 100 m
| Platz | Athlet              | Land | Zeit (s) |
| ----- | ------------------- | ---- | -------- |
| 1     | Xie Zhenye          | CHN  | 9,97     |
| 2     | Puripol Boonson     | THA  | 10,02    |
| 3     | Muhd Azeem Fahmi    | MAS  | 10,11    |
| 4     | Hassan Taftian      | IRI  | 10,14    |
| 5     | Saeed al-Khaldi     | QAT  | 10,15    |
| 6     | Lalu Muhammad Zohri | INA  | 10,16    |
| 7     | Chen Guanfeng       | CHN  | 10,34    |
|       | Soraoat Dapbang     | THA  | DSQ      |

Finale: 30. September
Wind: +2,4 m/s

#### 200 m
| Platz | Athlet                  | Land | Zeit (s) |
| ----- | ----------------------- | ---- | -------- |
| 1     | Koki Ueyama             | JPN  | 20,60    |
| 2     | Abdullah Abkar Mohammed | KSA  | 20,63    |
| 3     | Yang Chun-Han           | TPE  | 20,74    |
| 4     | Femi Ogunode            | QAT  | 20,75    |
| 5     | Saeed al-Khaldi         | BHR  | 20,88    |
| 6     | Amlan Borgohain         | IND  | 20,98    |
| 7     | Ko Seung-hwan           | KOR  | 21,06    |
| 8     | Shōtō Uno               | JPN  | 21,07    |

Finale: 2. Oktober
Wind: −0,2 m/s

#### 400 m
| Platz | Athlet                     | Land | Zeit (s) |
| ----- | -------------------------- | ---- | -------- |
| 1     | Youssef Masrahi            | KSA  | 45,55    |
| 2     | Kentarō Satō               | JPN  | 45,57    |
| 3     | Yusuf Ali Abbas            | BHR  | 45,65 PB |
| 4     | Fuga Satō                  | JPN  | 45,70    |
| 5     | Muhammed Ajmal Variyathodi | IND  | 45,97    |
| 6     | Aruna Dharshana            | SRI  | 46,09    |
| 7     | Kalinga Kumarage           | SRI  | 46,22    |
| 8     | Ismail Doudai Abakar       | QAT  | 46,48    |

Finale: 30. September

#### 800 m
| Platz         | Athlet                       | Land | Zeit (min) |
| ------------- | ---------------------------- | ---- | ---------- |
| 1             | Essa Ali Kzwani              | KSA  | 1:48,05    |
| 2             | Mohammed Afsal Pulikkalakath | IND  | 1:48,43    |
| 3             | Husain Mohsin al-Farsi       | OMA  | 1:48,51    |
| 4             | Abdirahman Saeed Hassan      | QAT  | 1:48,56    |
| 5             | Ebrahim al-Zofairi           | KUW  | 1:49,05    |
| 6             | Joshua Atkinson              | THA  | 1:50,50    |
|               | Liu Dezhu                    | CHN  | DSQ        |
| Krishan Kumar | IND                          | DSQ  |            |

Finale: 3. Oktober

#### 1500 m
| Platz | Athlet                  | Land | Zeit (min) |
| ----- | ----------------------- | ---- | ---------- |
| 1     | Mohamad al-Garni        | QAT  | 3:38,36 SB |
| 2     | Ajay Kumar Saroj        | IND  | 3:38,94    |
| 3     | Jinson Johnson          | IND  | 3:39,74    |
| 4     | Abdirahman Saeed Hassan | QAT  | 3:40,55 SB |
| 5     | Zouhaïr Awad            | BHR  | 3:40,69    |
| 6     | Liu Dezhu               | CHN  | 3:41,73    |
| 7     | Fayez al-Subaie         | KSA  | 3:42,14    |
| 8     | Raed al-Jadani          | KSA  | 3:42,53 PB |

Finale: 1. Oktober

#### 5000 m
| Platz | Athlet              | Land | Zeit (min)  |
| ----- | ------------------- | ---- | ----------- |
| 1     | Birhanu Balew       | BHR  | 13:17,40 GR |
| 2     | Avinash Sable       | IND  | 13:21,09    |
| 3     | Dawit Fikadu        | BHR  | 13:25,63 SB |
| 4     | Gulveer Singh       | IND  | 13:29,93 PB |
| 5     | Mohamad al-Garni    | QAT  | 13:37,49    |
| 6     | Keita Satoh         | JPN  | 13:39,18    |
| 7     | Zhaxi Ciren         | CHN  | 13:56,57    |
| 8     | Tariq Ahmed al-Amri | KSA  | 14:02,94    |

4. Oktober

#### 10.000 m
| Platz | Athlet              | Land | Zeit (min)  |
| ----- | ------------------- | ---- | ----------- |
| 1     | Birhanu Balew       | BHR  | 28:13,62    |
| 2     | Kartik Kumar        | IND  | 28:15,38 PB |
| 3     | Gulveer Singh       | IND  | 28:17,21 PB |
| 4     | Ren Tazawa          | JPN  | 28:18,66    |
| 5     | Kazuya Shiojiri     | JPN  | 28:35,02    |
| 6     | Tariq Ahmed al-Amri | KSA  | 28:46,79    |
| 7     | Deepak Adhikari     | NEP  | 29:35,06 PB |
| 8     | Robi Syianturi      | INA  | 29:55,31 PB |

30. September

#### Marathon
| Platz | Athlet           | Land | Zeit (h) |
| ----- | ---------------- | ---- | -------- |
| 1     | He Jie           | CHN  | 2:13:02  |
| 2     | Han Il-ryong     | PRK  | 2:13:27  |
| 3     | Yang Shaohui     | CHN  | 2:13:39  |
| 4     | Toshiki Sadakata | JPN  | 2:13:51  |
| 5     | Shumi Dechasa    | BHR  | 2:13:51  |
| 6     | Yohei Ikeda      | JPN  | 2:15:04  |
| 7     | Shim Jung-sub    | KOR  | 2:16:58  |
| 8     | Man Singh        | IND  | 2:16:59  |

5. Oktober

#### 110 m Hürden
| Platz | Athlet                  | Land | Zeit (s) |
| ----- | ----------------------- | ---- | -------- |
| 1     | Yaqoub Mohamed al-Youha | KUW  | 13,41 SB |
| 1     | Shunya Takayama         | JPN  | 13,41    |
| 3     | Xu Zhuoyi               | CHN  | 13,50    |
| 4     | John Cabang             | PHI  | 13,62    |
| 5     | Shuhei Ishikawa         | JPN  | 13,63    |
| 6     | Zhu Shenglong           | CHN  | 13,73    |
| 7     | Kim Kyong-tae           | KOR  | 13,73    |
| 8     | Ang Chen Xiang          | SGP  | 13,89    |

Finale: 2. Oktober
Wind: −0,4 m/s

#### 400 m Hürden
| Platz | Athlet                     | Land | Zeit (s) |
| ----- | -------------------------- | ---- | -------- |
| 1     | Abderrahman Samba          | QAT  | 48,04 SB |
| 2     | Bassem Hemeida             | QAT  | 48,52 PB |
| 3     | Xie Zhiyu                  | CHN  | 49,16    |
| 4     | Kazuki Kurokawa            | JPN  | 49,21    |
| 5     | Yashas Palaksha            | IND  | 49,39    |
| 6     | Santhosh Kumar Tamilarasan | IND  | 49,41    |
| 7     | Peng Ming-yang             | TPE  | 50,97    |
|       | Yūsaku Kodama              | JPN  | DSQ      |

Finale: 3. Oktober

#### 3000 m Hindernis
| Platz | Athlet               | Land | Zeit (min) |
| ----- | -------------------- | ---- | ---------- |
| 1     | Avinash Sable        | IND  | 8:19,50 GR |
| 2     | Ryōma Aoki           | JPN  | 8:23,75    |
| 3     | Seiya Sunada         | JPN  | 8:26,47    |
| 4     | Adam Ali Musab       | QAT  | 8:32,57 PB |
| 5     | Yaser Salem Bagharab | QAT  | 8:34,14    |
| 6     | Zhaxi Ciren          | CHN  | 8:36,57 PB |
| 7     | Hossein Keyhani      | IRI  | 8:45,98 SB |
| 8     | Bader Ali al-Amrani  | KSA  | 8:49,14    |

1. Oktober

#### 4 × 100 m Staffel
| Platz | Land                | Athleten | Zeit (s)  |
| ----- | ------------------- | --- | --------- |
| 1     | Volksrepublik China | Chen Guanfeng Xie Zhenye Yan Haibin Chen Jiapeng                                                                     | 38,29 SB  |
| 2     | Japan               | Yoshihide Kiryū Yūki Koike Koki Ueyama Shōtō Uno                                                                     | 38,44     |
| 3     | Südkorea            | Lee Jung-tae Kim Kuk-young Lee Jae-seong Ko Seung-hwan (Finale) im Vorlauf außerdem: Park Won-jin                    | 38,74 =NR |
| 4     | Thailand            | Natawat Iamudom Soraoat Dapbang Chayut Khongprasit Puripol Boonson (Finale): im Vorlauf außerdem: Thawatchai Himaiad | 38,81     |
| 5     | Indonesien          | Wahyu Setiawan Lalu Muhammad Zohri Bayu Kertanegara Rico Adith                                                       | 39,25     |
| 6     | Chinesisch Taipeh   | Wei Tai-sheng Chen Wen-pu Yang Chun-Han Lin Yu-tang (Finale) im Vorlauf außerdem: Wang Wei-hsu                       | 39,28 SB  |
| 7     | Singapur            | Mark Ren Lee Joshua Chua Hanwei Calvin Quek Marc Brian Louis                                                         | 39,38     |
|       | Malaysia            | Khairul Hafiz Jantan Muhammad Arsyad Jonathan Nyepa Muhd Azeem Fahmi                                                 | DSQ       |

Finale: 3. Oktober

#### 4 × 400 m Staffel
| Platz | Land        | Athleten | Zeit (min) |
| ----- | ----------- | --- | ---------- |
| 1     | Indien      | Muhammed Anas Amoj Jacob Muhammed Ajmal Variyathodi (Finale) Rajesh Ramesh (Finale) im Vorlauf außerdem: Nihal William Mijo Chacko Kurian                  | 3:01,58    |
| 2     | Katar       | Abderrahman Samba (Finale) Ashraf Hussen Osman Ismail Doudai Abakar Bassem Hemeida (Finale) im Vorlauf außerdem: Ammar Ismail Yahia Ibrahim Amar Ebed Ebed | 3:02,05 SB |
| 3     | Sri Lanka   | Aruna Dharshana (Finale) Pabasara Niku Rajitha Neranjan Rajakaruna Kalinga Kumarage (Finale) im Vorlauf außerdem: Dinuka Deshan Lakshan Kodikara           | 3:02,55    |
| 4     | Thailand    | Sarawut Nuansri Thawatchai Himaiad Jirayu Pleenaram Joshua Atkinson (Finale) im Vorlauf außerdem: Apisit Chamsri                                           | 3:04,23 NR |
| 5     | Philippinen | Umajesty Williams Frederick Ramirez Joyme Sequita Michael Carlo del Prado                                                                                  | 3:04,89 NR |
| 6     | Südkorea    | Kim Ui-yeon Joo Seung-kyun Lee Do-ha Shin Min-kyu | 3:05,89 SB |
|       | Irak        | Yasir Ali al-Saadi Mohammed Abdulridha al-Tameemi Mohammed al-Lami Taha Hussein Yaseen                                                                     | DSQ        |

Finale: 4. Oktober

#### 20 km Gehen
| Platz | Athlet            | Land | Zeit (h) |
| ----- | ----------------- | ---- | -------- |
| 1     | Zhang Jun         | CHN  | 1:23:00  |
| 2     | Wang Zhaozhao     | CHN  | 1:24:08  |
| 3     | Yutaro Murayama   | JPN  | 1:24:41  |
| 4     | Tomohiro Noda     | JPN  | 1:27:08  |
| 5     | Vikash Singh      | IND  | 1:27:33  |
| 6     | Choe Byeong-kwang | KOR  | 1:29:18  |
| 7     | Hsu Chia-wei      | TPE  | 1:31:19  |
| 8     | Georgi Scheiko    | KAZ  | 1:32:40  |

29. September

#### Hochsprung
| Platz | Athlet               | Land | Höhe (m) |
| ----- | -------------------- | ---- | -------- |
| 1     | Mutaz Essa Barshim   | QAT  | 2,35 =GR |
| 2     | Woo Sang-hyeok       | KOR  | 2,33     |
| 3     | Tomohiro Shinno      | JPN  | 2,29 SB  |
| 4     | Sarvesh Anil Kushare | IND  | 2,26 =SB |
| 5     | Tawan Kaewkam        | THA  | 2,26     |
| 6     | Ryōichi Akamatsu     | JPN  | 2,19     |
| 6     | Fu Chao-hsuan        | TPE  | 2,19     |
| 6     | Majd Eddin Ghazal    | SYR  | 2,19 SB  |

4. Oktober

#### Stabhochsprung
| Platz | Athlet              | Land | Höhe (m) |
| ----- | ------------------- | ---- | -------- |
| 1     | Ernest John Obiena  | PHI  | 5,90 GR  |
| 2     | Huang Bokai         | CHN  | 5,65     |
| 3     | Hussain Al Hizam    | KSA  | 5,65 SB  |
| 4     | Patsapong Amsam-ang | THA  | 5,55 =SB |
| 4     | Yao Jie             | CHN  | 5,55     |
| 6     | Seif Heneida        | QAT  | 5,45     |
| 7     | Kasinphob Chommanad | THA  | 5,30     |
| 8     | Han Du-hyeon        | KOR  | 5,15     |
| 8     | Huang Cheng-chi     | TPE  | 5,15     |

30. September

#### Weitsprung
| Platz | Athlet             | Land | Weite (m) |
| ----- | ------------------ | ---- | --------- |
| 1     | Wang Jianan        | CHN  | 8,22      |
| 2     | Murali Sreeshankar | IND  | 8,19      |
| 3     | Shi Yuhao          | CHN  | 8,10      |
| 4     | Anvar Anvarov      | UZB  | 8,01      |
| 5     | Lin Yu-tang        | TPE  | 7,91      |
| 6     | Chan Ming Tai      | HKG  | 7,83      |
| 7     | Janry Ubas         | PHI  | 7,80      |
| 8     | Jeswin Aldrin      | IND  | 7,76      |

Finale: 1. Oktober

#### Dreisprung
| Platz | Athlet             | Land | Weite (m) |
| ----- | ------------------ | ---- | --------- |
| 1     | Zhu Yaming         | CHN  | 17,13     |
| 2     | Fang Yaoqing       | CHN  | 16,93     |
| 3     | Praveen Chithravel | IND  | 16,68     |
| 4     | Abdulla Aboobacker | IND  | 16,62     |
| 5     | Yu Gyu-min         | KOR  | 16,28     |
| 6     | Li Yun-chen        | TPE  | 16,17     |
| 7     | Kim Jang-woo       | KOR  | 16,02     |
| 8     | Andre Anura        | MAS  | 16,00     |

3. Oktober

#### Kugelstoßen
| Platz | Athlet              | Land | Weite (m) |
| ----- | ------------------- | ---- | --------- |
| 1     | Tejinder Pal Singh  | IND  | 20,36     |
| 2     | Mohammed Tolo       | KSA  | 20,18 SB  |
| 3     | Liu Yang            | CHN  | 19,97 SB  |
| 4     | Abdelrahman Mahmoud | BHR  | 19,74     |
| 5     | Mehdi Saberi        | IRI  | 19,41     |
| 6     | Ma Hau-wei          | TPE  | 18.91     |
| 7     | Iwan Iwanow         | KAZ  | 18,68     |
| 8     | Sahib Singh         | IND  | 18.62     |

1. Oktober

#### Diskuswurf
| Platz | Athlet                    | Land | Weite (m) |
| ----- | ------------------------- | ---- | --------- |
| 1     | Hossein Rasouli           | IRI  | 62,04     |
| 2     | Ehsan Hadadi              | IRI  | 61,82 SB  |
| 3     | Abuduaini Tuergong        | CHN  | 61,19     |
| 4     | Moaaz Mohamed Ibrahim     | QAT  | 60,77     |
| 5     | Essa Mohamed al-Zenkawi   | KUW  | 60,13     |
| 6     | Muhammad Irfan Shamsuddin | MAS  | 58,94     |
| 7     | Musaeb al-Momani          | JOR  | 54,79     |
| 8     | Marawan Medany            | BHR  | 54,65     |

2. Oktober

#### Hammerwurf
| Platz | Athlet                 | Land | Weite (m) |
| ----- | ---------------------- | ---- | --------- |
| 1     | Wang Qi                | CHN  | 72,97     |
| 2     | Ashraf Amgad el-Seify  | QAT  | 72,42 SB  |
| 3     | Suhrob Xoʻjayev        | UZB  | 70,79     |
| 4     | Ryōta Kashimura        | JPN  | 70,72     |
| 5     | Lee Yoon-chul          | KOR  | 69,12     |
| 6     | Shōta Fukuda           | JPN  | 68,74     |
| 7     | Ahmed Amgad el-Seify   | QAT  | 67,86     |
| 8     | Ali Mohamed al-Zankawi | KUW  | 67,57 SB  |

30. September

#### Speerwurf
| Platz | Athlet               | Land | Weite (m) |
| ----- | -------------------- | ---- | --------- |
| 1     | Neeraj Chopra        | IND  | 88,88 SB  |
| 2     | Kishore Jena         | IND  | 87,54 PB  |
| 3     | Genki Dean           | JPN  | 82,68     |
| 4     | Muhammad Yasir       | PAK  | 78,13     |
| 5     | Kenji Ogura          | JPN  | 77,87     |
| 6     | Hu Haoran            | CHN  | 75,41     |
| 7     | Ali Essa Abdelghani  | KSA  | 73,45     |
| 8     | Abdulrahman al-Azemi | KUW  | 71,41     |

4. Oktober

#### Zehnkampf
| Platz | Athlet            | Land | Punkte |
| ----- | ----------------- | ---- | ------ |
| 1     | Sun Qihao         | CHN  | 7816   |
| 2     | Tejaswin Shankar  | IND  | 7666   |
| 3     | Yuma Maruyama     | JPN  | 7568   |
| 4     | Shun Taue         | JPN  | 7271   |
| 5     | Cho Chia-hsuan    | TPE  | 7250   |
| 6     | Suttisak Singkhon | THA  | 7239   |
|       | Wang Chen-yu      | TPE  | DNF    |

2./3. Oktober

### Frauen

#### 100 m
| Platz | Athletin              | Land | Zeit (s) |
| ----- | --------------------- | ---- | -------- |
| 1     | Ge Manqi              | CHN  | 11,23    |
| 2     | Shanti Pereira        | SGP  | 11,27    |
| 3     | Hajar al-Khaldi       | BHR  | 11,35    |
| 4     | Supanich Poolkerd     | THA  | 11,35    |
| 5     | Wei Yongli            | CHN  | 11,40    |
| 6     | Edidiong Odiong       | BHR  | 11,54    |
| 7     | Hamideh Esmaiel Nejad | IRI  | 11,54    |
| 8     | Trần Thị Nhi Yến      | VIE  | 11,58    |

Finale: 30. September
Wind: +1,3 m/s

#### 200 m
| Platz | Athletin         | Land | Zeit (s) |
| ----- | ---------------- | ---- | -------- |
| 1     | Shanti Pereira   | SGP  | 23,03    |
| 2     | Li Yuting        | CHN  | 23,28    |
| 3     | Edidiong Odiong  | BHR  | 23,48    |
| 4     | Olga Safronowa   | KAZ  | 23,67    |
| 5     | Huang Guifen     | CHN  | 23,70    |
| 6     | Kristina Knott   | PHI  | 23,79    |
| 7     | Trần Thị Nhi Yến | VIE  | 23,85    |
|       | Salwa Eid Naser  | BHR  | DSQ      |

Finale: 2. Oktober
Wind: −0,2 m/s

#### 400 m
| Platz | Athletin            | Land | Zeit (s) |
| ----- | ------------------- | ---- | -------- |
| 1     | Kemi Adekoya        | BHR  | 50,66    |
| 2     | Salwa Eid Naser     | BHR  | 50,92    |
| 3     | Shereen Vallabouy   | MAS  | 52,58    |
| 4     | Aishwarya Mishra    | IND  | 53,50    |
| 5     | Nadeesha Ramanayake | SRI  | 53,72    |
| 6     | Minh Hạnh Hoàng Thị | VIE  | 53,91    |
| 7     | Laylo Allaberganova | UZB  | 55,18    |
| 8     | Hoàng Thị Ánh Thục  | VIE  | 55,61    |

Finale: 30. September

#### 800 m
| Platz | Athletin              | Land | Zeit (min) |
| ----- | --------------------- | ---- | ---------- |
| 1     | Tharushi Karunarathna | SRI  | 2:03,20    |
| 2     | Harmilan Bains        | IND  | 2:03,75    |
| 3     | Wang Chunyu           | CHN  | 2:03,90 SB |
| 4     | Rao Xinyu             | CHN  | 2:04,16    |
| 5     | Ayano Shiomi          | JPN  | 2:05,21    |
| 6     | Marta Yota            | BHR  | 2:05,65    |
| 7     | KM. Chanda            | IND  | 2:05,69    |
| 8     | Gayanthika Abeyrathne | SRI  | 2:05,87    |

Finale: 4. Oktober

#### 1500 m
| Platz | Athletin              | Land | Zeit (min) |
| ----- | --------------------- | ---- | ---------- |
| 1     | Winfred Mutile Yavi   | BHR  | 4:11,65    |
| 2     | Harmilan Bains        | IND  | 4:12,74    |
| 3     | Marta Yota            | BHR  | 4:15,97    |
| 4     | Gayanthika Abeyrathne | SRI  | 4:18,77    |
| 5     | Yume Gotō             | JPN  | 4:19,45    |
| 6     | Kim Yu-jin            | KOR  | 4:21,92 SB |
| 7     | Nguyễn Thị Oanh       | VIE  | 4:24,19    |
| 8     | Cha Ji-won            | KOR  | 4:25,92    |

1. Oktober

#### 5000 m
| Platz | Athletin                    | Land | Zeit (min)  |
| ----- | --------------------------- | ---- | ----------- |
| 1     | Parul Chaudhary             | IND  | 15:14,75    |
| 2     | Ririka Hironaka             | JPN  | 15:15,34    |
| 3     | Caroline Chepkoech Kipkirui | KAZ  | 15:23,12 SB |
| 4     | Yuma Yamamoto               | JPN  | 15:30,08 SB |
| 5     | Ankita Dhyani               | IND  | 15:33,03 PB |
| 6     | Tigist Getent Mekonen       | BHR  | 15:36,58    |
| 7     | Bontu Rebitu                | BHR  | 15:49,05    |
| 8     | Daisy Jepkemei              | KAZ  | 15:54,98 SB |

3. Oktober

#### 10.000 m
| Platz | Athletin                    | Land | Zeit (min)  |
| ----- | --------------------------- | ---- | ----------- |
| 1     | Violah Jepchumba            | BHR  | 31:43,73 PB |
| 2     | Ririka Hironaka             | JPN  | 31:50,74    |
| 3     | Caroline Chepkoech Kipkirui | KAZ  | 33:15,83    |
| 4     | Li Yaxuan                   | CHN  | 33:42,25    |
| 5     | Marija Korobizkaja          | KGZ  | 35:03,83    |
| 6     | Santoshi Shrestha           | NEP  | 38:40,15    |
| 7     | Farhat Bano                 | PAK  | 44:32,40 PB |
|       | Bontu Rebitu                | BHR  | DNF         |

29. September

#### Marathon
| Platz | Athletin                  | Land | Zeit (h)   |
| ----- | ------------------------- | ---- | ---------- |
| 1     | Eunice Chumba             | BHR  | 2:26:14    |
| 2     | Zhang Deshun              | CHN  | 2:27:55    |
| 3     | Sardana Trofimowa         | KGZ  | 2:28:41 SB |
| 4     | Li Zhixuan                | CHN  | 2:30:02    |
| 5     | Hikari Onishi             | JPN  | 2:30:06    |
| 6     | Choi Kyung-sun            | KOR  | 2:31:52    |
| 7     | Galbadrakh Khishigsaikhan | MGL  | 2:35:34    |
| 8     | Kim Ji-hyang              | PRK  | 2:36:39    |

5. Oktober

#### 100 m Hürden
| Platz | Athletin       | Land | Zeit (s) |
| ----- | -------------- | ---- | -------- |
| 1     | Lin Yuwei      | CHN  | 12,74 PB |
| 2     | Jyothi Yarraji | IND  | 12,91    |
| 3     | Yumi Tanaka    | JPN  | 13,04    |
| 4     | Zhang Bo-ya    | TPE  | 13,31    |
| 5     | Masumi Aoki    | JPN  | 13,34    |
| 6     | Lui Lai Yiu    | HKG  | 13,35    |
| 7     | Nithya Ramraj  | IND  | 13,40    |
|       | Wu Yanni       | CHN  | DSQ      |

Finale: 1. Oktober
Wind: 0,0 m/s

#### 400 m Hürden
| Platz | Athletin       | Land | Zeit (s) |
| ----- | -------------- | ---- | -------- |
| 1     | Kemi Adekoya   | BHR  | 54,45 GR |
| 2     | Mo Jiadie      | CHN  | 55,01 SB |
| 3     | Vithya Ramraj  | IND  | 55,68    |
| 4     | Aminat Jamal   | BHR  | 56,84    |
| 5     | Lauren Hoffman | PHI  | 57,21    |
| 6     | Robyn Brown    | PHI  | 57,55    |
| 7     | Ami Yamamoto   | JPN  | 57,66    |
| 8     | Adelina Sems   | KAZ  | 60,27    |

Finale: 3. Oktober

#### 3000 m Hindernis
| Platz | Athletin              | Land | Zeit (min) |
| ----- | --------------------- | ---- | ---------- |
| 1     | Winfred Mutile Yavi   | BHR  | 9:18,28 GR |
| 2     | Parul Chaudhary       | IND  | 9:27,63    |
| 3     | Preeti Lamba          | IND  | 9:43,32 PB |
| 4     | Tigist Getent Mekonen | BHR  | 9:43,71 SB |
| 5     | Daisy Jepkemei        | KAZ  | 9:47,53    |
| 6     | Nguyễn Thị Oanh       | VIE  | 9:57,13 SB |
| 7     | Zhang Xinyan          | CHN  | 9:57,99    |

2. Oktober

#### 4 × 100 m Staffel
| Platz | Land                | Athletinnen                                                                                  | Zeit (s) |
| ----- | ------------------- | -------------------------------------------------------------------------------------------- | -------- |
| 1     | Volksrepublik China | Liang Xiaojing Wei Yongli Yuan Qiqi Ge Manqi                                                 | 43,39    |
| 2     | Thailand            | Supawan Thipat Supanich Poolkerd On-uma Chattha Sukanda Petraksa                             | 44,32    |
| 3     | Malaysia            | Azreen Nabila Alias Zaidatul Husniah Zulkifli Nur Afrina Batrisyia Shereen Vallabouy         | 45,01    |
| 4     | Hongkong            | Chan Pui Kei Leung Kwan Yi Li Tsz To Kong Chun Ki                                            | 45,24    |
| 5     | Singapur            | Shanti Pereira Elizabeth-Ann Tan Shee Ru Roxanne Rose Zulueta Enriquez Bernice Liew Yee Ling | 45,34    |
| 6     | Malediven           | Mariyam Alhaa Hussain Mariyam Ru’ya Ali Aishath Himna Hassan Ahnaa Nizaar                    | 47,54    |
|       | Bahrain             | Fatima Mubarak Edidiong Odiong Zenab Moussa Ali Mahamat Hajar al-Khaldi                      | DSQ      |

3. Oktober

#### 4 × 400 m Staffel
| Platz | Land        | Athletinnen                                                                   | Zeit (min) |
| ----- | ----------- | ----------------------------------------------------------------------------- | ---------- |
| 1     | Bahrain     | Muna Mubarak Kemi Adekoya Zenab Moussa Ali Mahamat Salwa Eid Naser            | 3:27,65 GR |
| 2     | Indien      | Vithya Ramraj Aishwarya Mishra Prachi Subha Venkatesan                        | 3:27,85    |
| 3     | Sri Lanka   | Nadeesha Ramanayake Jayeshi Uththara Lakshima Mendis Tharushi Karunarathna    | 3:30,88    |
| 4     | Vietnam     | Nguyễn Thị Ngọc Minh Hạnh Hoàng Thị Nguyễn Thị Huyền Nguyễn Thị Hằng          | 3:31,61 SB |
| 5     | Philippinen | Robyn Brown Angel Frank Maureen Emily Schrijvers Lauren Hoffman               | 3:40,78    |
| 6     | Thailand    | Sukanya Janchaona Benny Nontanam Montida Thongprachukaew Angkana Thongtae     | 3:50,44    |
| 7     | Mongolei    | Munkhtumen Otgonpurev Solongo Batbold Sarangua Enkhbaatar Zuunnast Gankhishig | 3:52,33    |

4. Oktober

#### 20 km Gehen
| Platz | Athletin              | Land | Zeit (h)   |
| ----- | --------------------- | ---- | ---------- |
| 1     | Yang Jiayu            | CHN  | 1:30:03    |
| 2     | Ma Zhenxia            | CHN  | 1:30:04    |
| 3     | Nanako Fujii          | JPN  | 1:33:49    |
| 4     | Yukiko Umeno          | JPN  | 1:39:44    |
| 5     | Priyanka Goswami      | IND  | 1:43:07    |
| 6     | Ching Siu Nga         | HKG  | 1:43:27    |
| 7     | Galina Jakuschewa     | KAZ  | 1:46:23    |
| 8     | Violine Intan Puspita | INA  | 1:53:14 PB |

29. September

#### Hochsprung
| Platz | Athletin                | Land | Höhe (m) |
| ----- | ----------------------- | ---- | -------- |
| 1     | Safina Saʼdullayeva     | UZB  | 1,86 SB  |
| 2     | Svetlana Radzivil       | UZB  | 1,86 SB  |
| 3     | Nadeschda Dubowizkaja   | KAZ  | 1,86     |
| 4     | Kristina Owtschinnikowa | KAZ  | 1,83     |
| 5     | Chung Wai Yan           | HKG  | 1,80     |
| 6     | Pooja Singh             | IND  | 1,80     |
| 7     | Li Ching-ching          | TPE  | 1,75     |
| 7     | Wong Yuen Nam           | HKG  | 1,75 SB  |

3. Oktober

#### Stabhochsprung
| Platz | Athletin               | Land | Höhe (m) |
| ----- | ---------------------- | ---- | -------- |
| 1     | Li Ling                | CHN  | 4,63 GR  |
| 2     | Misaki Morota          | JPN  | 4,48 NR  |
| 3     | Niu Chunge             | CHN  | 4,30     |
| 4     | Chayanisa Chomchuendee | THA  | 4,20 SB  |
| 5     | Anastassija Jermakowa  | KAZ  | 4,10 =SB |
| 6     | Vengatesh Pavithra     | IND  | 4,00     |
| 7     | Sheng Yi-ju            | TPE  | 4,00     |
| 8     | Chonthicha Khabut      | THA  | 3,80     |

2. Oktober

#### Weitsprung
| Platz | Athletin             | Land | Weite (m) |
| ----- | -------------------- | ---- | --------- |
| 1     | Xiong Shiqi          | CHN  | 6,73 PB   |
| 2     | Ancy Sojan Edappilly | IND  | 6,63 PB   |
| 3     | Yue Ya Xin           | HKG  | 6,50 NR   |
| 4     | Sumire Hata          | JPN  | 6,48      |
| 5     | Shaili Singh         | IND  | 6,48      |
| 6     | Sarangi Silva        | SRI  | 6,14      |
| 7     | Sharifa Davronova    | UZB  | 6,14      |
| 8     | Bùi Thị Thu Thảo     | VIE  | 6,09      |

2. Oktober

#### Dreisprung
| Platz | Athletin                | Land | Weite (m) |
| ----- | ----------------------- | ---- | --------- |
| 1     | Sharifa Davronova       | UZB  | 14,09 PB  |
| 2     | Zeng Rui                | CHN  | 13,92     |
| 3     | Mariko Morimoto         | JPN  | 13,78     |
| 4     | Chen Jie                | CHN  | 13,72     |
| 5     | Nguyễn Thị Hương        | VIE  | 13,34     |
| 6     | Nellickal Verkay Sheena | IND  | 13,34     |
| 7     | Parinya Chuaimaroeng    | THA  | 13,22     |
| 8     | Vera Chan Shannon       | HKG  | 12,59     |

4. Oktober

#### Kugelstoßen
| Platz | Athletin        | Land | Weite (m) |
| ----- | --------------- | ---- | --------- |
| 1     | Gong Lijiao     | CHN  | 19,58     |
| 2     | Song Jiayuan    | CHN  | 18,92     |
| 3     | Kiran Baliyan   | IND  | 17,36     |
| 4     | Chien Chen-hsin | TPE  | 16,61 PB  |
| 5     | Manpreet Kaur   | IND  | 16,25     |
| 6     | Lee Su-jung     | KOR  | 16,21 SB  |
| 7     | Jeong Yu-sun    | KOR  | 16,00     |
| 8     | Areerat Intadis | THA  | 15,50     |

29. September

#### Diskuswurf
| Platz | Athletin             | Land | Weite (m) |
| ----- | -------------------- | ---- | --------- |
| 1     | Feng Bin             | CHN  | 67,93 GR  |
| 2     | Jiang Zhichao        | CHN  | 61,04 PB  |
| 3     | Seema Punia          | IND  | 58,62 SB  |
| 4     | Subenrat Insaeng     | THA  | 58,26     |
| 5     | Shin Yu-jin          | KOR  | 55,48     |
| 6     | Jeong Ji-hye         | KOR  | 53,55     |
| 7     | Queenie Kung Ni Ting | MAS  | 49,00     |
| 8     | Fatima al-Hosani     | UAE  | 40,00     |

1. Oktober

#### Hammerwurf
| Platz | Athletin           | Land | Weite (m) |
| ----- | ------------------ | ---- | --------- |
| 1     | Wang Zheng         | CHN  | 71,53     |
| 2     | Zhao Jie           | CHN  | 69,44     |
| 3     | Kim Tae-hui        | KOR  | 64,14 NR  |
| 4     | Yu Ya-chien        | TPE  | 63,21     |
| 5     | Zarina Nosirjonova | UZB  | 61,72 SB  |
| 6     | Joy McArthur       | JPN  | 61,01     |
| 7     | Tanya Chaudhary    | IND  | 60,50     |
| 8     | Mingkamon Koomphon | THA  | 60,30 SB  |

29. September

#### Speerwurf
| Platz | Athletin         | Land | Weite (m) |
| ----- | ---------------- | ---- | --------- |
| 1     | Annu Rani        | IND  | 62,92 SB  |
| 2     | Dilhani Lekamge  | SRI  | 61,57 NR  |
| 3     | Lü Huihui        | CHN  | 61,29     |
| 4     | Marina Saitō     | JPN  | 61,10     |
| 5     | Liu Shiying      | CHN  | 57,62     |
| 6     | Sae Takemoto     | JPN  | 55,39     |
| 7     | Chu Pin-hsun     | TPE  | 54,93     |
| 8     | Jariya Wichaidit | THA  | 53,78     |

3. Oktober

#### Siebenkampf
| Platz | Athletin            | Land | Punkte  |
| ----- | ------------------- | ---- | ------- |
| 1     | Zheng Ninali        | CHN  | 6149 SB |
| 2     | Yekaterina Voronina | UZB  | 6056    |
| 3     | Nandini Agasara     | IND  | 5712 PB |
| 4     | Swapna Barman       | IND  | 5708    |
| 5     | Yuki Yamasaki       | JPN  | 5616    |
| 6     | Karin Odama         | JPN  | 5605    |
| 7     | Liu Jingyi          | CHN  | 5537    |
| 8     | Chen Tsai-chuan     | TPE  | 5455    |

30. September/1. Oktober

### Mixed

#### 4 × 400 m Staffel
| Platz | Land       | Athleten                                                                   | Zeit (min) |
| ----- | ---------- | -------------------------------------------------------------------------- | ---------- |
| 1     | Bahrain    | Musa Isah Kemi Adekoya Yusuf Ali Abbas Salwa Eid Naser                     | 3:14,02    |
| 2     | Indien     | Muhammed Ajmal Variyathodi Vithya Ramraj Rajesh Ramesh Subha Venkatesan    | 3:14,34    |
| 3     | Kasachstan | Jefim Tarassow Adelina Sems Dmitri Koblow Alexandra Saljubowskaja          | 3:24,85 SB |
| 4     | Thailand   | Ruamchok Semathong Sukanya Janchaona Jirateep Bundee Benny Nontanam        | 3:26,81    |
|       | Sri Lanka  | Aruna Dharshana Nadeesha Ramanayake Kalinga Kumarage Tharushi Karunarathna | DSQ        |

2. Oktober

#### 35 km Gehen Team
| Platz | Land                | Athleten                                                                                                  | Zeit (min) |
| ----- | ------------------- | --- | ---------- |
| 1     | Volksrepublik China | Bai Xueying – 2:48:13 (2.) Qoijing Gyi – 2:45:13 (1.) He Xianghong – 2:33:24 (3.) Wang Qin – 2:31:28 (2.) | 5:16:41 GR |
| 2     | Japan               | Masumi Fuchise – 2:50:59 (3.) Maika Yagi – 2:59:52 (4.) Subaru Ishida – 2:31:12 (1.) Hayato Katsuki – DNF | 5:22:11    |
| 3     | Indien              | Manju Rani – 3:09:03 (6.) Ram Baboo – 2:42:11 (4.)                                                        | 5:51:14    |
| 4     | Hongkong            | Ching Siu Nga – 3:04:19 (5.) Chin Man Kit – 2:52:45 (5.)                                                  | 5:57:04    |
| 5     | Indonesien          | Violine Intan Puspita – 3:28:30 (7.) Hendro – 2:53:36 (6.)                                                | 6:22:06    |

4. Oktober

## Medaillenspiegel
| Medaillenspiegel | Medaillenspiegel    | Medaillenspiegel | Medaillenspiegel | Medaillenspiegel | Medaillenspiegel |
| Platz            | Land                | Gold             | Silber           | Bronze           | Gesamt           |
| ---------------- | ------------------- | ---------------- | ---------------- | ---------------- | ---------------- |
| 01               | Volksrepublik China | 19               | 11               | 9                | 39               |
| 02               | Bahrain             | 10               | 1                | 5                | 16               |
| 03               | Indien              | 6                | 14               | 9                | 29               |
| 04               | Katar               | 3                | 3                | 0                | 6                |
| 05               | Japan               | 2                | 7                | 8                | 17               |
| 06               | Saudi-Arabien       | 2                | 2                | 1                | 5                |
| 06               | Usbekistan          | 2                | 2                | 1                | 5                |
| 08               | Sri Lanka           | 1                | 1                | 2                | 4                |
| 09               | Iran                | 1                | 1                | 0                | 2                |
| 09               | Singapur            | 1                | 1                | 0                | 2                |
| 11               | Kuwait              | 1                | 0                | 0                | 1                |
| 11               | Philippinen         | 1                | 0                | 0                | 1                |
| 13               | Thailand            | 0                | 2                | 0                | 2                |
| 14               | Südkorea            | 0                | 1                | 2                | 3                |
| 15               | Nordkorea           | 0                | 1                | 0                | 1                |
| 16               | Kasachstan          | 0                | 0                | 4                | 4                |
| 17               | Malaysia            | 0                | 0                | 3                | 3                |
| 18               | Hongkong            | 0                | 0                | 1                | 1                |
| 18               | Kirgisistan         | 0                | 0                | 1                | 1                |
| 18               | Oman                | 0                | 0                | 1                | 1                |
| 18               | Chinesisch Taipeh   | 0                | 0                | 1                | 1                |